# Мори (станция, Хоккайдо)
Станция Мори (яп. 森駅 мори эки) — железнодорожная станция в японском посёлок Мори, обслуживаемая компанией JR Hokkaido. Поезда «Хокуто» останавливаются на этой станции.

## История
Станция Мори была открыта 28 июня 1903 года. С приватизацией JNR она перешла под контроль JR Hokkaido.

## Линии
- JR Hokkaido
  - Главная линия Хакодате